# Domaniwka
Domaniwka (ukr. Доманівка) – osiedle typu miejskiego na Ukrainie, w obwodzie mikołajowskim, siedziba władz rejonu domaniwskiego.

## Historia
W 1989 liczyła 7 149 mieszkańców.
W 2013 liczyła 6 194 mieszkańców.